# 河村公隆
河村 公隆（かわむら きみたか、1951年 - , Kimitaka Kawamura）は、日本の地球化学者・大気化学者、北海道大学名誉教授（低温科学研究所）。専門は、エアロゾル・アイスコア・堆積物の有機地球化学であり、最近は有機エアロゾルの化学的研究やその気候変動への影響評価を中心に行っている。有機地球化学会会長、大気化学会副会長、国際iCACGP副会長（International Commission on Atmospheric Chemistry and Global Pollution：大気化学および地球規模汚染委員会）等を歴任。北海道大学名誉教授。地球化学フェロー（2017年）、米国地球物理学連合 (AGU) フェロー（2018年）、日本地球惑星科学連合（JpGU)フェロー（2022年）。

## 人物・略歴
- 1951年 岐阜県美濃加茂市にて生まれる。
- 1970年 岐阜県立岐阜北高等学校卒業。
- 1974年 静岡大学理学部化学科卒業。
- 1978年 東京都立大学大学院理学研究科修士課程修了（理学修士）。
- 1981年 東京都立大学大学院理学研究科博士課程修了（理学博士）。
- 1981年 日本学術振興会奨励研究員。
- 1981年 カリフォルニア大学ロサンゼルス校（UCLA）博士研究員。
- 1985年 アメリカ合衆国ウッズホール海洋研究所(Woods Hole Oceanographic Institution, WHOI)訪問研究者。
- 1987年 東京都立大学理学部助教授。
- 1996年 北海道大学低温科学研究所教授[2][3]。
- 2016年 北海道大学名誉教授。
- 2016年 中部大学中部高等学術研究所教授。
- 2022年 中部大学中部高等学術研究所客員教授。

## 著書
- 河村公隆、「地球規模の環境変化と化学」、東京都立大学1989年度公開講座「環境と人間」、東京都立大学事務局総務課、145-190 (1990年3月31日).
- 河村公隆、「海を駆ける有機物粒子」、海と地球環境−海洋学の最前線（日本海洋学会編）、東京大学出版会、170-175 (1991).
- 秋元肇・河村公隆・中澤高清・鷲田伸明編、「対流圏大気の化学と地球環境」、学会出版センター、pp. 223, 2002.4.
- 河村公隆・和田直子訳（T. E. Graedel, P. J. Crutzen著）「地球システム科学の基礎—変わりつづける大気環境」、学会出版センター、 p. 400, 2004.
- 河村公隆　「雪氷圏の化学」　南極・北極の百科事典（国立極地研究所編）、丸善、pp. 258-260, 2004.
- 河村公隆「有機エアロゾルの組成・分布」、エアロゾル用語集、日本エアロゾル学会（編）、京都大学出版会, 64-65 (2004).
- 河村公隆・野崎義行　共編　地球化学講座第６巻「大気・水圏の地球化学」（培風館・2005.4, pp. 336）.
- 河村公隆、「航空機観測による中国上空エアロゾル中の水溶性有機物の空間分布」(4章1.4.)、エアロゾルの大気環境影響（笠原三紀夫・東野達編）、京都大学出版会 pp. 127-136 (2007.2).
- 河村公隆、「気候変動の記録」（1章1.2節）、地球化学講座7「環境の地球化学」（蒲生俊敬編）、pp. 14-24, 培風館（2007.11.20）.
- 河村公隆、「炭素循環系」（2章2.2節）、地球化学講座7「環境の地球化学」（蒲生俊敬編）、pp. 50-69, 培風館（2007.11.20）.
- 河村公隆（分担執筆）4章2節「中国の空の有機エアロゾルー航空機から観測してみると」「大気と微粒子の話—エアロゾルと地球環境」（笠原三紀夫・東野達監修、京都大学学術出版会）、pp .109-116 (2008.3.31).
- 河村公隆、「黄砂と有機化合物（カルボン酸）」（7章2.4節）、黄砂（岩坂泰信、西川雅高、山田丸、洪天祥編）、古今書院、pp. 285-292, 2009.7.
- 河村公隆「有機エアロゾル」、低温科学便覧、丸善、pp. 211-238, 2015年, 10月30日発行。
- 河村公隆・編集代表「低温環境の科学事典」、朝倉書店（7月25日2016年発行）, pp. 432, ISBN 978-4-254-16128-1 C3544, 2016.

## 受賞歴
- 2001年 有機地球化学会2001年度有機地球化学賞(学術賞) 受賞題目「降雪・氷床コア中の有機物解析による過去の大気環境変化の復元」[4]。
- 2002年 日本気象学会 2002年度堀内賞 受賞題目「大気中の有機エアロゾルの化学に関する研究」[5]。
- 2005年 日本地球化学会 2005年度学会賞 受賞題目「有機エアロゾルの組成と変質に関する地球化学的研究」[6]。
- 2007年 日産科学振興財団 平成18年度日産科学賞 受賞題目「有機エアロゾルの組成・分布・変質と地球環境への影響」[7]。
- 2008年 地球化学研究協会 第36回三宅賞 受賞題目「海洋大気中の有機エアロゾルの起源と長距離輸送に関する研究」[8]。
- 2013年 フランスAix-Marseille Universityより名誉学位 (Doctor Honoris Causa)の称号を授与される。
- 2013年 北極エアロゾルに関する論文に対してハーゲンシュミット(Haagen-Smit)賞を受賞[9]。
- 2014年 平成25年度北海道大学研究総長賞を受賞。
- 2017年 Geochemical Society and European Association of Geochemistry, 地球化学フェロー（地球化学への傑出した貢献）[10]。
- 2018年 天津大学 栄誉教授（有機地球化学への優れた貢献）。
- 2018年 アメリカ地球物理学連合(AGU) フェロー（有機エアロゾルの起源・輸送・変質に関する傑出した研究）[11]。
- 2022年 日本地球惑星科学連合（JpGU) フェロー[12]。